# Ibrahim Afellay
Ibrahim Afellay, född 2 april 1986 i Utrecht, är en nederländsk före detta fotbollsspelare (mittfältare). Afellay har tidigare spelat för bland annat den spanska storklubben FC Barcelona. Hans föräldrar kommer från den berbiska staden Al Hoceima i Marocko.

## Klubbkarriär
Den 16 november 2010 blev det officiellt att Afellay skulle tillhöra FC Barcelona från och med januari 2011. Han spelade sin första match för Barca den 5 januari 2011 mot Atletic Bilbao då han ersatte David Villa i den 89:e minuten. Afellay vann Champions League med Barcelona, och i semifinalen mot Real Madrid hade han en stor roll då han assisterade Leo Messis första mål på Santiago Bernabeu. Den 1 juli 2015 löpte sedan Afellays kontrakt med Barça ut.
Den 18 juni 2019 återvände Afellay till PSV Eindhoven, där han skrev på ett ettårskontrakt.

## Landslagskarriär
Afellay deltog i Fotbolls-VM 2010 med Nederländerna.

## Meriter

### FC Barcelona
- La Liga: 2010/2011
- UEFA Champions League: 2010/2011
- Spanska cupen: 2011/2012
- Spanska supercupen: 2011, 2013
- UEFA Super Cup: 2011
- VM för klubblag: 2011